# Јустин Типурић
Јустин Типурић (енгл. Justin Tipuric; Нит, 6. август 1989) је професионални велшански рагбиста хрватског порекла, који тренутно игра за екипу Оспрејс у Про 12.

## Биографија
Висок 188 cm, тежак 102 kg, Типурић игра на позицији број 7 - Крилни у трећој линији скрама (енгл. Openside flanker). У каријери је пре Оспрејса игра оза Аберавон РФК, а за репрезентацију Велса је одиграо 36 тест мечева и постигао 3 есеја.